# Cordillera de la Polcura
Cordillera de la Polcura är en bergskedja i Chile.   Den ligger i regionen Región del Biobío, i den södra delen av landet, 400 km söder om huvudstaden Santiago de Chile.
Trakten runt Cordillera de la Polcura består i huvudsak av gräsmarker. Runt Cordillera de la Polcura är det mycket glesbefolkat, med 2 invånare per kvadratkilometer.